# HBG

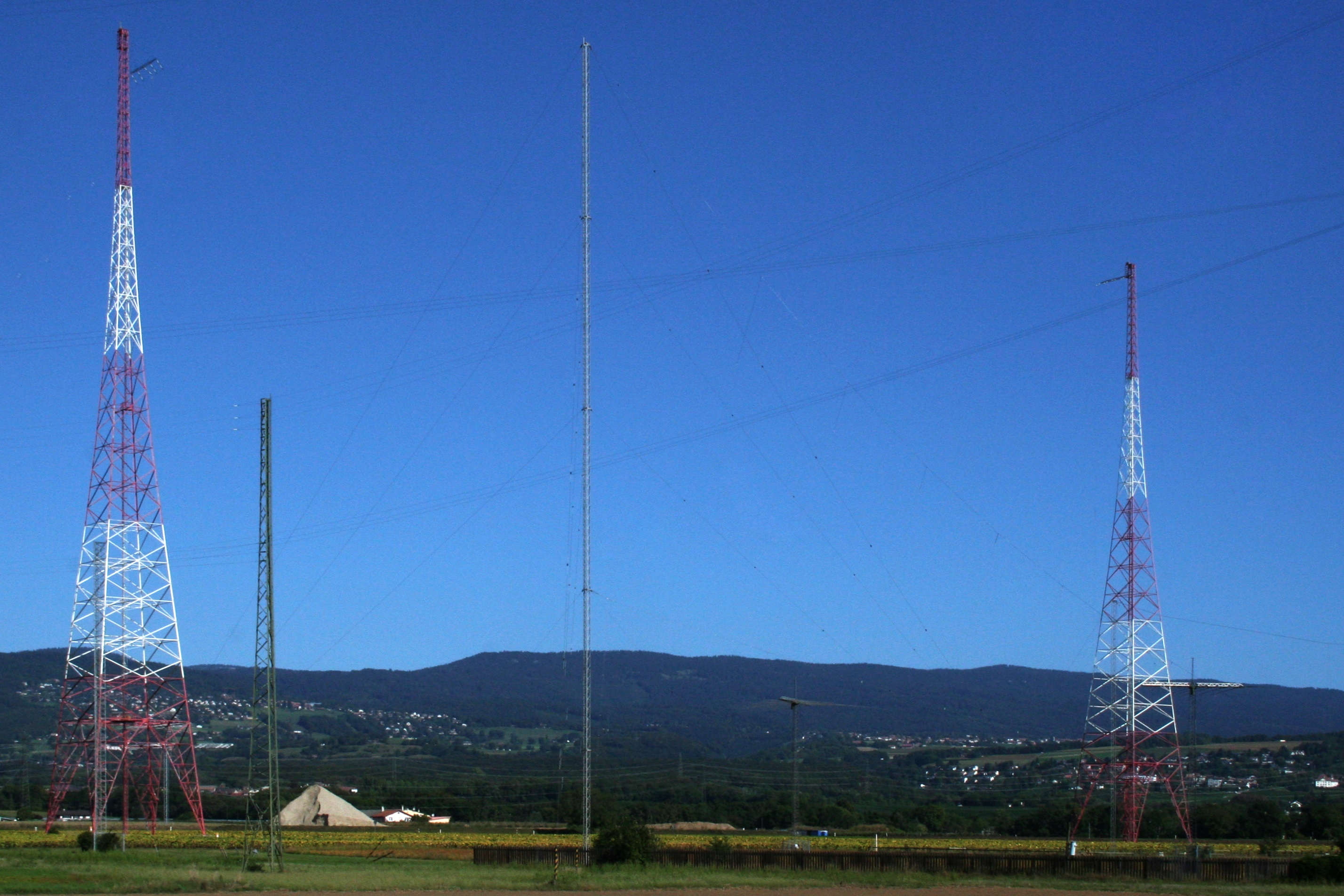
Anteny nadawcze sygnału HBG w Prangins

HBG – używanym w przeszłości nadajnik radiowy wzorca czasu, działający w paśmie fal długich na częstotliwości 75 kHz z miejscowości Prangins w Szwajcarii.
Nadajnik długofalowy HBG o mocy 20 kW nadawał oficjalne sygnały czasowe od 1966 roku na częstotliwości 75 kHz. Były one dostosowane do skoordynowanego światowego czasu. Nadajnik należał najpierw do Telecom PTT, a potem do maja 2000 do Swisscom. Od tego czasu zarządzał nim Federalny Urząd Metrologiczny (METAS). Ze względu do wysokie koszty remontu nadajnika, a także zbyt małe jego wykorzystanie, Szwajcarski Rząd Federalny w sierpniu 2009 zdecydował wyłączyć nadajnik z końcem 2011 roku. Dodatkowo istniała możliwość wykorzystania przez dotychczasowych użytkowników sygnału czasu niemieckiego nadajnika DCF77.
W dniu 6 września 2012 o godz. 12:02:00 UTC obie wieże antenowe zostały zburzone.